# 凯莉·帕尔默
凯莉·帕尔默（英語：Kylie Palmer，1990年2月25日—），生於布里斯班，澳大利亚女子游泳运动员，主攻自由泳。曾参加2008年北京奥运和2012年伦敦奥运，共收获一枚金牌和一枚银牌。